# Fenómeno celeste en Núremberg de 1561

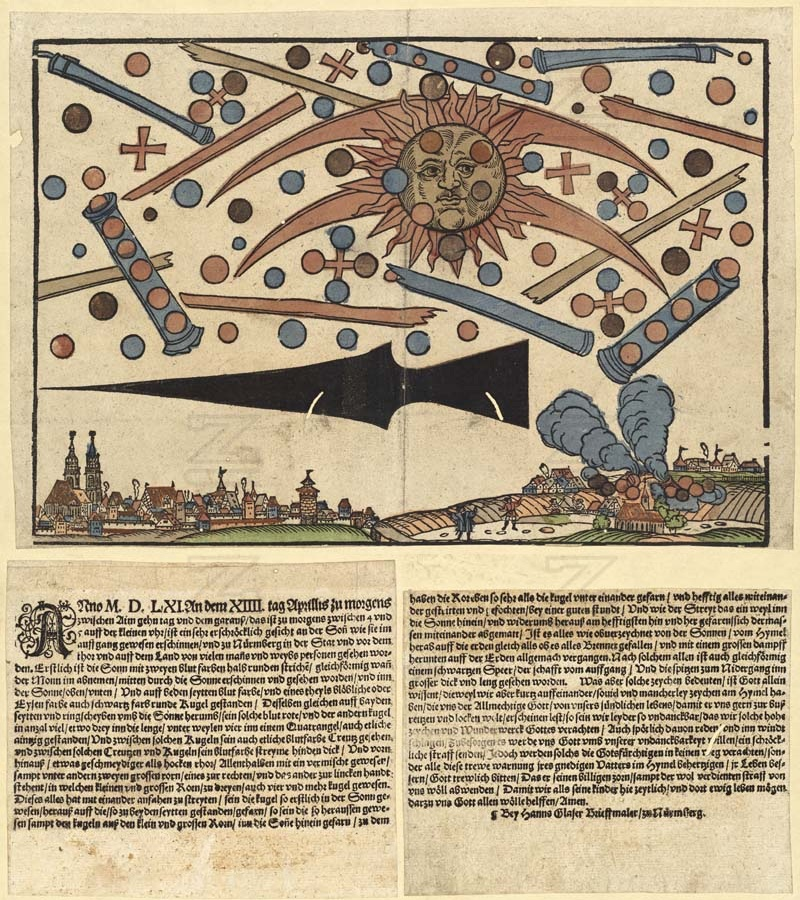
Fenómeno celeste de Núremberg en 1561. Hans Glaser, 1566. Biblioteca Central de Zúrich.

En una octavilla elaborada en madera en 1566 por el artista Hans Glaser se describe un evento acaecido en Núremberg cinco años antes, en el momento de la salida del Sol, el 14 de abril de 1561. Dicha representación se conserva en la colección Wickiana de la Biblioteca Central de Zúrich.

Esta octavilla procede de Núremberg y cuenta la nueva de una «muy horripilante aparición» en el momento de la salida del Sol, el 14 de abril de 1561. Fue vista «por muchas personas, varones y mujeres». Eran «esferas» de color rojo sangre, azulado y negro, o «discos anulares», cerca del Sol, «tres por ejemplo en fila / a veces cuatro en cuadrado, y también algunas solas / y también se han visto entre esas esferas algunas cruces de color sangre». Había también «dos grandes tubos» (o tres)... «en cuales pequeños y grandes tubos / estaban de a tres / también de a cuatro y más esferas. Y todos ellos comenzaron a pelearse entre sí». El fenómeno duró aproximadamente una hora. Luego «todo ello como ofuscado por el Sol / cayó a la Tierra desde el cielo como si todo ardiera / y con gran vapor desapareció poco a poco sobre la Tierra». También se vio, bajo las esferas, una figura alargada, «igual que una gran lanza negra». Naturalmente, esta «visión» se entendió como advertencia divina.

En esta colección también se incluye una ilustración sobre un fenómeno celeste acaecido en Basilea en 1566.

## Estudios sobre el fenómeno
- Desde el ámbito científico se alude al parhelio o halo.[2][3][4]
- Desde la ufología se considera un avistamiento documentado del fenómeno ovni en la antigüedad.
- Carl Gustav Jung manifestó su interés sobre el fenómeno ovni en una de sus obras, Un mito moderno. De cosas que se ven en el cielo (1958), mencionando tanto el «Fenómeno celeste en Núremberg de 1561» como el «Fenómeno celeste en Basilea de 1566».[5] Realiza la observación de que no es fortuito el que los espectadores hayan organizado la escena con una gestalt familiar: cruces, tubos de cañones, balas de cañón, la lanza y el color rojo "sangre" de una "inminente desgracia divina". Para él lo importante no era tanto lo que ocurre en el fenómeno ovni sino cómo lo interpretan los seres humanos.